# Gheorghe Mureșan
Pour les articles homonymes, voir Mureșan.
Gheorghe « Ghiță » Mureșan , né le 14 février 1971 à Tritenii de Jos dans le județ de Cluj, est un ancien joueur roumain de basket-ball mesurant 2,31 m. Il est le plus grand joueur ayant évolué en NBA avec le Soudanais Manute Bol.

## Carrière

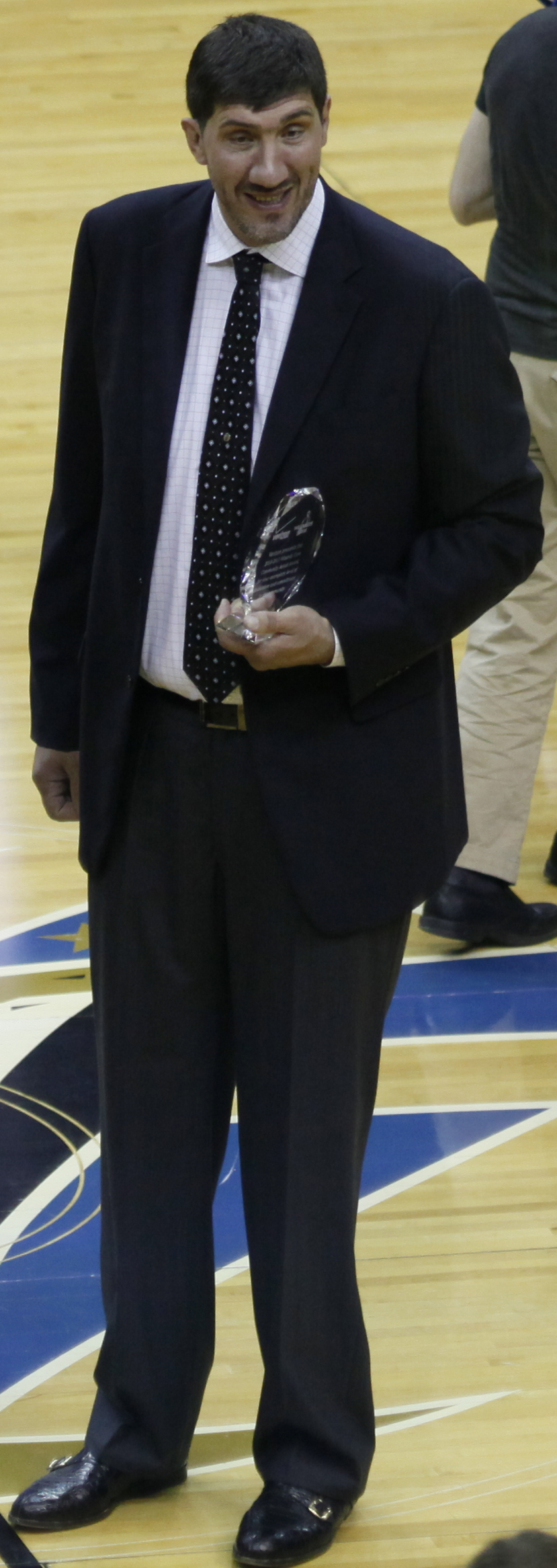
Mureșan en 2010

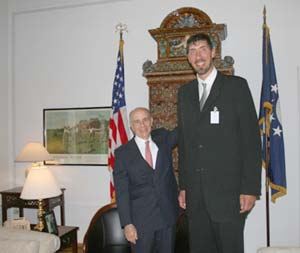
En 2006, à l'ambassade américaine de Bucarest.

Gheorge Mureșan découvre le basket-ball à l'âge de 14 ans, lors d'une visite chez un dentiste, qui était arbitre de basket, et qui l'oriente vers la pratique de ce sport. Il joue au club d'U Cluj.
Il se révèle aux championnats du monde junior d'Edmonton (Canada) où la Roumanie obtient, avec la 5e place, son meilleur classement mondial toutes compétitions confondues. Il termine meilleur rebondeur (11,4) et second marqueur (23,4) du tournoi enlevé par les États-Unis où figure Khalid Reeves et où Roger Esteller fait partie du cinq idéal au sein d'une équipe d'Espagne classée 6e.
En novembre 1992, il établit son record de points en sélection face à la Suède avec 42 points.
Mais c'est surtout avec le club de Pau-Orthez qu'il se fait connaître. Pau le recrute pour la saison 1992-1993 après un match de Coupe des Coupes où « Ghita » faillit à lui seul les éliminer de la compétition. Les progrès qu'il effectue durant cette année sont immenses : il termine la saison à 18,3 points et 10,3 rebonds.
Ses performances, mais surtout sa taille, attirent rapidement les recruteurs américains. Il est finalement sélectionné au second tour de la Draft 1993 de la NBA par les Bullets de Washington. Ceux-ci envisagent tout d'abord de le laisser encore une saison en Europe où le FC Barcelone et l'AEK Athènes lui font les yeux doux.
En début de la saison 1995-1996, il revient en France faire une pige de huit matchs pour l'Élan Béarnais lors de la grève du début de saison NBA.
Il rejoint toutefois la NBA. Porteur du numéro 77 (l'équivalent de sa taille en pieds et en pouces : 7′ 7″ (2,31 m), il continue sa progression, qui est récompensée du titre de meilleure progression NBA (Most Improved Player) lors de la saison 1995-1996. Lors de cette même saison, il finit également en tête du classement du joueur le plus adroit à deux points devant Shaquille O'Neal, performance qu'il renouvelle la saison suivante. Il réalise sa meilleure saison avec 14,5 points et 9,6 rebonds de moyenne.
La saison suivante, même si ses statistiques individuelles sont en baisse, il atteint avec son équipe les playoffs, pour se faire balayer au premier tour par les Bulls de Chicago de Michael Jordan.
Il ne participe pas à la saison 1997-1998 en raison d'un problème de tendons à sa cheville droite. Il manque la saison suivante (il ne joue qu'une minute lors du dernier match) en raison d'une opération chirurgicale du dos afin de soulager l'effort sur ses nerfs comprimés. Lors de cette dernière saison, il signe chez les Nets du New Jersey chez qui il effectue les 31 derniers matchs de sa carrière en NBA.
Celle-ci se solde par une moyenne de 9,8 points, 6,4 rebonds, 0,5 passe décisive et 1,48 contre par match, avec un pourcentage de réussite de 57,3 %. 
Il revient par la suite une troisième fois en France, rejoignant de nouveau le club de Pau-Orthez.
En février 2006, il retourne à la compétition le temps d'un match dans le club des Maryland Nighthawks (en), qui évolue en ABA, ligue mineure américaine. Il signe comme « 11e homme », règle unique dans cette ligue qui permet à des célébrités de jouer un match.

## Filmographie
En 1998, il participe au film Le Géant et moi (My Giant) avec l'acteur Billy Crystal. Il est également apparu dans le vidéoclip de la chanson du rappeur Eminem My Name Is. Il est aussi présent dans le film Manodrome en 2023.

## Vie privée
Il est marié à Liliana et a deux enfants : Gheorghe Junior et Victor.

## Clubs successifs
- 1990 - 1992 :  Université de Cluj
- 1992 - 1993 :  Élan béarnais Pau-Orthez (N A 1)
- 1993 - 1995 :  Bullets de Washington (NBA)
- 1995 - 1995 :  Élan béarnais Pau-Orthez (Pro A)
- 1995 - 1999 :  Bullets de Washington (NBA)
- 1999 - 2000 :  Nets du New Jersey (NBA)
- 2000 - 2001 :  Élan béarnais Pau-Orthez (Pro A)

## Palmarès
- Élu joueur de la NBA ayant le plus progressé en 1996 (Most Improved Player)
- Champion de France en 2001
- Vainqueur de la Leaders Cup en 1993

### NBA
- Joueur le plus adroit de la NBA en 1995-1996 et 1996-1997[3].
- Total NBA :
  - 307 matchs de saison régulière, avec 9,8 points (3 020) à 57,3 % - 6,4 rebonds (1 957)[4]
  - 3 matchs de playoffs (lors de la saison 1996-1997), avec 5 points et 6 rebonds de moyenne